# Parcelacja (Kalina Mała)
Parcelacja – część wsi Kalina Mała w Polsce położona w województwie małopolskim, w powiecie miechowskim, w gminie Miechów.
W latach 1975–1998 Parcelacja należała administracyjnie do województwa kieleckiego, sąsiadując z województwem krakowskim.